# 創造力團體
創造力團體是一個由經濟學家和社會科學家理查·佛羅里達所提出的假設社會經濟團體。據其，創造力團體是一個在美國後工業城市之經濟發展中的關鍵驅動力。